# Simulium asishi
Simulium asishi är en tvåvingeart som beskrevs av Datta 1988. Simulium asishi ingår i släktet Simulium och familjen knott. Inga underarter finns listade i Catalogue of Life.